# Ämmäkoski (fors i Kymmenedalen)
Ämmäkoski är en fors i Finland.   Den ligger i landskapet Kymmenedalen, i den centrala delen av landet, 500 km norr om huvudstaden Helsingfors. Ämmäkoski ligger 145 meter över havet.
Terrängen runt Ämmäkoski är platt. Runt Ämmäkoski är det ganska glesbefolkat, med 29 invånare per kvadratkilometer. Närmaste större samhälle är Kajana, 0,27 km söder om Ämmäkoski. I omgivningarna runt Ämmäkoski växer i huvudsak blandskog.